# Hyperloop
A hyperloop a vasúti tömegközlekedés egy elképzelt megvalósítása, ahol az utasszállító kapszulák egy légritkított csőben haladnak, melyeket egy lineáris villanymotor hajt meg. Közfigyelmet leginkább Elon Musk  amerikai feltaláló és mérnök 2013-as kijelentése után kapott, aki szerint ez az új szállítási rendszer a közúti, vasúti, vízi és légi közlekedés után az ötödik önálló rendszer lenne.

## Története
Már a 19. században megjelentek olyan csővezetékek, amik kapszulákban kisebb küldeményeket, postai leveleket és egyéb üzeneteket tudtak továbbítani, ezen zárt rendszerek a pneumatika segítségével haladtak a csővezetékekben. Az ilyen csőposták alkalmazása bankokban, kórházakban, vagy más nagyobb, több alegységgel, osztállyal rendelkező létesítményekben volt elterjedt, ahol az alegységek közti kommunikációt, munkavégzést gyorsították fel; több helyen a későbbi időkre is megmaradt alkalmazásban. A 19. század közepén már több helyen létesült pneumatikus „vasút” utasszállításhoz is, többek közt az Egyesült Királyságban és New Yorkban, ennek ellenére járműként nem sikerült elterjedniük, ennek leginkább anyagi és technológiai okai voltak.
Az Amerikai Egyesült Államok nagysebességű vasúti közlekedése jelentősen el van maradva Európától és Ázsiától. Mindössze a keleti parton, Boston és Washington D.C. között közlekedtet az Amtrak nagysebességű járatot. Azonban ez is lassabb a világ más részein közlekedő nagysebességű vonatoktól, itt a maximális sebesség bizonyos szakaszokon csupán 240 km/h (A TGV 300–360 km/h sebességgel közlekedik az arra alkalmas pályákon).
Kalifornia állam már régóta szeretne egy modern, csak a személyszállítás céljait szolgáló 1100 km hosszú nagysebességű vasúthálózatot építeni, de eddig pénzügyi és politikai okokból az építkezés nem indult meg. 2013-ban azonban elfogadták a terveket, így az építkezés is megindulhat. A teljes hálózat várható költsége 70 milliárd amerikai dollár lesz.
Elon Musk bejelentette, hogy ő és cége ennél jóval olcsóbban meg tudná építeni, ráadásul az ő vasútja még gyorsabb is lenne. Hosszas találgatás után végül bejelentette, hogy készen állnak a tervek egy légritkított csőben közlekedő kapszuláról, mely akár 1220 km/h sebességgel is képes lenne haladni. A költségeket a tervezéssel és az építkezéssel együtt 7,5 milliárd dollárra becsülte.
A hangzatos bejelentések dacára Musk a kivitelezésről akkor egyelőre lemondott, de a terveket 2013-ban közkinccsé nyilvánította, hogy más cégek továbbfejleszthessék és megépíthessék Kalifornia számára. A  projekt nagy érdeklődést keltett és megalakult néhány új cég, hogy a tervek alapján és azokat tovább fejlesztve építhesse meg a saját Hyperloopját.

### Hyperloop Alpha
A  Hyperloop Alpha volt Elon Musk eredeti koncepciója a Hyperloop-ra, melynek alapelveit 2013-ban a Spacex oldalán tette közzé a technológiát bemutató 57 oldalas white paper-ben. Ebben a Hyperloop meghajtását nagyjából 110 kilométerenként elhelyezett lineáris-motor blokkokkal vázolta fel Musk, a nagyobb sebesség elérése érdekében pedig a Kantrowitz-határt kellett csökkenteni, ez a kabin elején elhelyezett kompresszor feladata lett.

### Hyperloop One
A Hyperloop One-t, vagyis teljes nevén a Virgin Hyperloop One-t 2014 júniusában alapította (vette át) Richard Branson. A Virgin oldalán a gyakori kérdések között található egy: „Is Elon Musk an investor or affiliated with Virgin Hyperloop One?”, (Elon Musk befektető vagy támogató a Virgin Hyperloop One-ban?), amire a válasz: „No, but we share the same goal of wanting to see hyperloop become a reality worldwide.” (Nem, de ugyanazt a célt tűztük ki magunknak, hogy látni akarjuk, hogy a Hyperloop világszerte valósággá válik.) A cég később arról beszélt, hogy az utasszállításról a teherszállításra állnának át, majd 2023 végén fizetésképtelenné vált és becsődölt.

### Egyéb Hyperloop projektek
A fenti két cégen kívül még egy sor másik cég is komoly üzletet látott a Hyperloop technológiában, ők felsorolásszerűen: Hyperloop Transportation Technologies (HTT), TransPod, DGWHyperloop, Arrivo, Hardt Global Mobility, Hyper Chariot, Zeleros.
A hyperloop – bár az európai cégek szemmel láthatóan távol tartják magukat tőle – az egyetemi szféra azért komolyan kiveszi a részét a fejlesztésekből. A müncheni műszaki egyetem (Technical University of Munich - TUM) csapata (TUM Hyperloop, korábban WARR Hyperloop team) nyeri már szinte évről-évre az egyetemek közötti versenyt a járművel (pod) elért sebességgel, a negyedik ilyen megmérettetés alkalmával ők állították be a jelenlegi csúcsot 482 km/h-val.
Ráadásul a Hyperloop Transportation Technologies (HTT) is jórészt európai háttérrel bír, az első 320 méter hosszú tesztpályájukat a fejlesztési központjuk mellett, Toulouse-ban építik meg. Ők az első projektjüket, egy 10 km hosszú pályát Abu Dhabi-ban tervezik megvalósítani.

## Működése

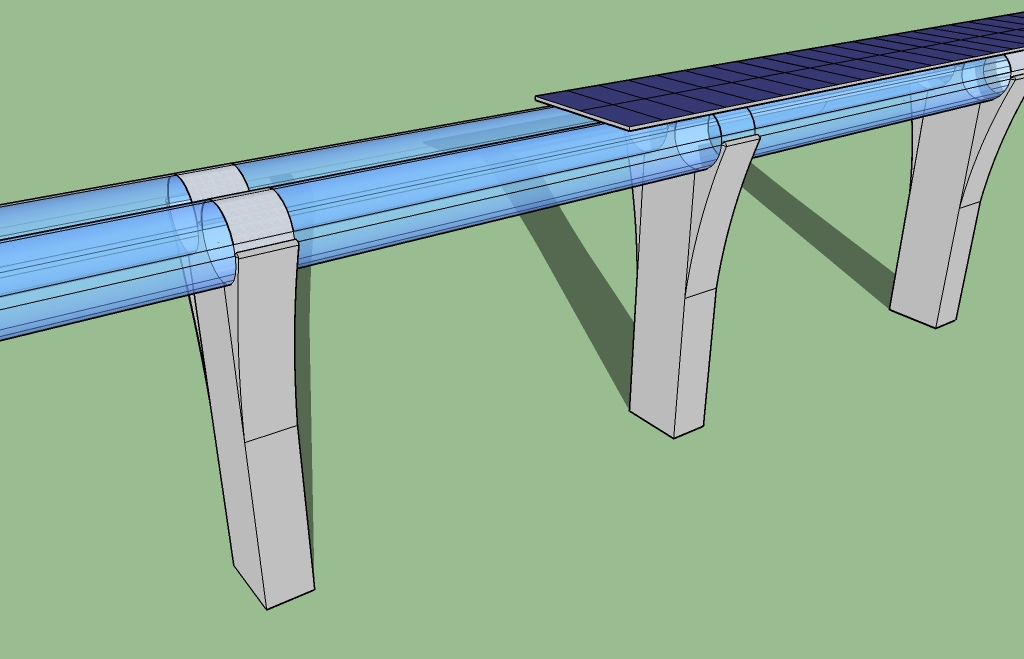
A Hyperloop csöve

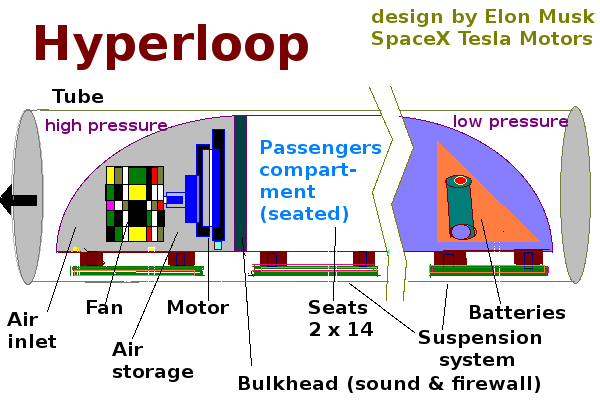
A Hyperloop járműve

### Vákuumcső
A csövekben jelentősen csökkentik a légnyomást (1 millibarra) a földfelszíni nyomáshoz képest, de nem hoznak létre vákuumot. Ez egyrészt túl sok pénz és energiát emésztene fel, másrészt a nagy sebességgel közlekedő járművek alatt egy légpárna keletkezik (mint a léghokinál), ami stabilizálja azok futását, és értelemszerűen vákuumban erre nem nyílna lehetőség.
Ráadásul a csövek külső oldalára naptáblákat terveznek telepíteni. Ezek kettős célt szolgálnának: egyrészt leárnyékolnák a csövet, annak a hűtéséről így nem kell majd külön gondoskodni, és a megtermelt energiával részben kiváltható lesz a vákuumszivattyúk és lineáris motorok működtetéséhez szükséges villanyáram.
Érdekes felvetés volt Musk-tól, hogy a Marson kialakítandó közlekedési rendszereket érdemes volna eleve hyperloop-ra alapozni, mivel ott nem lenne szükség a légnyomást csökkentő csőre, ugyanis a bolygó felszíni légnyomása elég alacsony.

### Meghajtás
Az eredeti „Musk”-féle koncepció szerint egy szívómotort helyeztek volna el a jármű elején, hátul pedig egy axiális légkompresszort. Az első, valóban „komolyan vehető”, tervasztalra került „Hyperloop One” viszont már lecserélte (visszacserélte) ezt a hajtást (a pálya teljes hosszán) lineáris motorra és Inductrack-ra.
Ez egyes tervek szerint ez a lebegtetéshez szükséges pályától függetlenül kerülne kiépítésre, és az örvényáram-fékek működését is biztosítaná, más tervek szerint viszont a passzív lebegtetési elemeket már összevonták a lineáris motorral és fékekkel.

## Kritikák
A kritikusok szerint a becsült költségek irreálisan alacsonyak, továbbá sok technikai probléma még nem tisztázott. A zárt csőből problémás a keletkezett hulladékhő elvezetése, továbbá baleset vagy üzemzavar esetén az utasok kimentése.
A hosszú cső biztonságát a földrengések és földmozgások is csökkentik, egy hosszú légmentes cső esetén a legkisebb hiba is végzetes az összes utas számára.
Nem tisztázott még, hogy mekkora lenne a rendszer elméleti kapacitása és hogy pénzügyileg fenntartható lenne-e a hyperloop.
A 2008-as szentpétervári  maglev konferencia összefoglaló véleménye szerint a rendszer alkalmatlan utasok szállítására, legfeljebb konténerek továbbítására lehetne használni.[forrás?]

## Fordítás
Ez a szócikk részben vagy egészben  a   Pneumatic tube című angol Wikipédia-szócikk fordításán alapul.  Az eredeti cikk szerkesztőit annak laptörténete sorolja fel. Ez a jelzés csupán a megfogalmazás eredetét és a szerzői jogokat jelzi, nem szolgál a cikkben szereplő információk forrásmegjelöléseként.